# Bahía de Augusta
La Bahía de Augusta es un cuerpo de agua que se encuentra en la costa este de la isla de Sicilia, al sur del país europeo de Italia, alrededor de 270 millas náuticas al sursureste de Nápoles.
Es donde se ubica la instalación portuaria de la bahía de Auguate, que apoya a la Sexta Flota de la Marina de los EE. UU.. La instalación se distribuye entre Porto Megarese, Porto Xifonio y Seno del Priolo. 